# Węzeł Virchowa

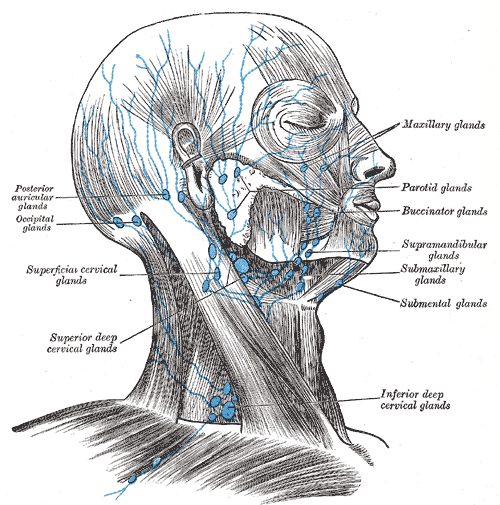
Węzły chłonne głowy i szyi, widok od strony prawej. Węzeł Virchowa (niezaznaczony) może odpowiadać na rysunku oznaczeniu Inferior deep cervical glands

Węzeł Virchowa – w anatomii człowieka węzeł chłonny położony w pobliżu dolnego odcinka żyły szyjnej wewnętrznej po stronie lewej. Topograficznie za węzeł Virchowa uważa się powiększony węzeł w dole nadobojczykowym lub też węzeł leżący pomiędzy mięśniami pochyłymi i wyczuwalny w dole nadobojczykowym. Duże znaczenie węzła Virchowa wynika z bogatej sieci połączeń głównie z węzłami chłonnymi pachowymi oraz węzłami chłonnymi piersiowymi. W węźle tym lokalizują się przerzuty z nowotworów złośliwych regionu głowy i szyi oraz nowotworów położonych poniżej obojczyka, m.in. raka żołądka. Daje to w badaniu palpacyjnym obraz powiększonego, twardego i nieprzesuwalnego węzła. Zajęcie węzła Virchowa przez przerzut ma duże znaczenie rokownicze. Obecność powiększonego i zmienionego przerzutowo węzła Virchowa w przebiegu raka żołądka nazywana jest objawem Troisiera.
Nazwa eponimiczna węzła upamiętnia niemieckiego patologa Rudolfa Virchowa. Biopsję węzła Virchowa określa się niekiedy jako biopsję Danielsa.